# Intermezzo matrimoniale (film 1945)
Intermezzo matrimoniale (Perfect Strangers) è un film del 1945 diretto da Alexander Korda.
Negli Stati Uniti il film fu intitolato Vacation from Marriage.

## Trama
1940. Robert e Cathy Wilson sono sposati da non lungo tempo, e conducono una vita estremamente ordinata, scandita dalla puntuale regolarità degli orari di lavoro del marito, contabile in un ufficio. Il loro appartamento londinese, davanti ad una finestra del quale l'alto muro della casa prospiciente blocca la visuale sulla città, sembra simboleggiare l'intimo raccoglimento entro il quale si svolge la loro quotidianità.
Robert viene chiamato alle armi ed entra in marina, e poco dopo Cathy si arruola volontaria nel WRNS, il ramo femminile britannico della medesima arma. Le asperità della guerra li tengono separati per ben tre anni, o poco più. Durante questo periodo ciascuno di loro ha esperienze nuove e conosce nuove persone, il che li porta a riflettere sulla vita che conducevano prima della guerra, e ad interrogarsi sulla sua validità, che, prima, appariva loro incontestabile. E nascono i dubbi.
Sta di fatto che quando finalmente Robert e Cathy (accompagnati rispettivamente dai commilitoni Dizzy e Scotty) riescono ad avere - contemporaneamente ed indipendentemente l'uno dall'altra - una licenza di dieci giorni, e si reincontrano in una Londra duramente colpita dai bombardamenti, ciascuno è interiormente convinto di dover troncare il rapporto col(-la) coniuge. La prima notte stessa del loro ricongiungimento Robert e Cathy, in una sorta di dialogo a quattro in una strada cittadina con Dizzy e Scotty, trovano modo di dirsi ciò che – per vari motivi – non avevano mai osato dirsi in precedenza; ognuno espone all'altro i motivi per cui ora si ritengono stranieri l'uno all'altro (Perfect Strangers): e stabiliscono pacificamente di divorziare. I quattro si dividono, ognuno per la propria strada.
È quasi l'alba. Robert, rimasto solo sull'umido selciato, rientra nell'appartamento coniugale per recuperare le proprie cose e deciso ad affrontare il futuro senza Cathy. Qui ritrova però la moglie, seduta davanti alla finestra. Il muro della casa davanti ad essa è stato abbattuto dai bombardamenti, e la vista spazia per diverse miglia. Il mondo racchiuso in una scatola si è aperto. Robert e Cathy si riconciliano. 

## Riconoscimenti
- Premi Oscar 1947
  - Oscar al miglior soggetto